# Domnești (okręg Bistrița-Năsăud)
Domnești – wieś w Rumunii, w okręgu Bistrița-Năsăud, w gminie Mărișelu. W 2011 roku liczyła 834 mieszkańców.